# 杉山憲夫
杉山 憲夫（すぎやま のりお、1930年3月3日 - 2012年2月27日）は、日本の政治家。
衆議院議員（5期）、学校法人沼津学園理事長（第4代）を務めた。静岡県議会議員の杉山盛雄は長男。

## 来歴
静岡県出身。静岡県立裾野高等学校時代にストライキを起こす。大学進学を希望していたが、家計の事情で大学進学をあきらめ家業を継ぐ。清水町議会議員から静岡県議を経て1983年の第37回衆議院議員総選挙に自由民主党から立候補するも落選。3年後の第38回衆議院議員総選挙で初当選。連続当選5回（当選同期に鳩山由紀夫・斉藤斗志二・三原朝彦・村井仁・逢沢一郎・金子一義・武村正義・杉浦正健・園田博之・中山成彬・谷津義男・新井将敬・石破茂・笹川堯・武部勤・井出正一・村上誠一郎など）。自民党では田中派→竹下派に所属した。
当初は金丸側近として活躍。1992年の東京佐川急便事件で金丸が議員辞職すると小沢一郎側近となり、当選同期の北村直人、同僚議員の藤井裕久、岡田克也ら竹下派の若手議員とともに新生党の結党に参加。その後新進党所属となるが、後に小沢と決別し1996年には自民党に復党した（新進党からは除名処分となった）。復党後は宏池会に所属した。建設政務次官・衆議院運輸委員長・衆議院環境委員長などを歴任。2000年の「加藤の乱」では、第2次森内閣への内閣不信任決議案に賛成の意思を示した派閥領袖の加藤紘一に反対した。2003年の第43回衆議院議員総選挙で、党の比例代表定年制に抵触し、立候補せず政界から引退した。
2004年4月の春の叙勲で、旭日重光章を受章する。
2012年2月27日、腎盂がんのため、死去した。81歳没。死没日付をもって正四位に叙された。

## 人物
水面下の工作が得意で、かつ、極端な猪首であったことから金丸信から「モグラ」と呼ばれたことがある。